# Christian Heinze
Christian Heinze (* 1976 in Wiesbaden) ist ein deutscher Jurist und Professor an der Universität zu Köln.

## Leben
Von 1996 bis 2001 studierte er Rechtswissenschaft in Münster und Lausanne, Studienförderung durch die Studienstiftung des deutschen Volkes. 2001 legte er die erste juristische Staatsprüfung ab. Von 2001 bis 2002 erwarb er den Master of Laws (LL.M.) an der Universität Cambridge, Graduiertenförderung durch den DAAD. Von 2002 bis 2005 absolvierte er das Referendariat in Hamburg mit Station u. a. am 3. Zivilsenat des Hanseatischen Oberlandesgerichtes in Hamburg (Wettbewerbs-, Marken- und Patentrecht). 2005 legte er die zweite juristische Staatsprüfung ab. Von 2002 bis 2007 war er Assistent am Max-Planck-Institut für ausländisches und internationales Privatrecht. Nach der Promotion 2007 an der Universität Hamburg mit einer Arbeit zu dem Thema Einstweiliger Rechtsschutz im europäischen Immaterialgüterrecht war er von 2007 bis 2008 Visiting Researcher des Graduate Program an der Harvard Law School (Peter Murray), Forschung zum US-amerikanischen und Internationalen Immaterialgüterrecht, zum Verfahrensrecht und zur Rechtsdurchsetzung in föderalen Rechtssystemen. Von 2008 bis 2013 war er wissenschaftlicher Referent am Max-Planck-Institut für ausländisches und internationales Privatrecht. Von 2013 bis 2014 war er Notarassessor in Hamburg. Nach der Habilitation 2014 an der Universität Hamburg für die Fächer Bürgerliches Recht, Zivilverfahrensrecht, Internationales Privat- und Verfahrensrecht, Handels- und Wirtschaftsrecht, Immaterialgüterrecht, Europäisches Privatrecht und Rechtsvergleichung wurde 2014 Professor für Bürgerliches Recht und Immaterialgüterrecht, insbesondere Patent- und Markenrecht an der Juristischen Fakultät der Universität Hannover.
Von 2020 bis 2025 war er Inhaber des Lehrstuhls für Bürgerliches Recht, Handels-, Gesellschafts- und Wirtschaftsrecht, Europarecht und Rechtsvergleichung an der Juristischen Fakultät der Ruprecht-Karls-Universität Heidelberg. Seit 2025 ist er Professor für Bürgerliches Recht, Gewerblichen Rechtsschutz und Digitalisierung an der Universität zu Köln.

## Schriften (Auswahl)
- Einstweiliger Rechtsschutz im europäischen Immaterialgüterrecht. Tübingen 2007 (Dissertation), ISBN 3-16-149529-2.
- Schadensersatz im Unionsprivatrecht. Eine Studie zu Effektivität und Durchsetzung des europäischen Privatrechts am Beispiel des Haftungsrechts. Tübingen 2017 (Habilitationsschrift), ISBN 3-16-154201-0.
- mit Julius von Staudinger, Manfred Rapp, Christoph Reymann, Martin Josef Schermaier, Johannes Weber, Wolfgang Wiegand und Karl-Dieter Albrecht: ErbbauRG, §§ 1018–1112. (Erbbaurecht, Dienstbarkeiten, Vorkaufsrecht, Reallasten). Berlin 2017, ISBN 3-8059-1206-4.
- als Herausgeber mit Anatol Dutta: „Mehr Freiheit wagen“. Beiträge zur Emeritierung von Jürgen Basedow. Tübingen 2018, ISBN 3-16-156207-0.